# Pinggir (Karanggede)
Pinggir is een bestuurslaag in het regentschap Boyolali van de provincie Midden-Java, Indonesië. Pinggir telt 1823 inwoners (volkstelling 2010).